# Анастасий Синаит
Анастасий Синаит е светец, църковен писател, игумен на Синайския манастир, борец срещу ересите на юдействащите, монофизитите и монотелитите. Чества се на 20 април.